# Rasa de la Rovira
La Rasa de la Rovira, que en la seva capçalera rep el nom de Rasa del Clot del Cirer, és un torrent afluent per l'esquerra de la Riera de Llanera que neix a poc menys d'un km. al nord-oest del poblet de Su.

## Municipis per on passa
Des del seu naixement, la Rasa de la Rovira passa successivament pels següents termes municipals.
|                                      | Longitud (en m.) | % del recorregut |
| ------------------------------------ | ---------------- | ---------------- |
| Per l'interior del municipi de Riner | 1.403            | 27,58%           |
| Per l'interior del municipi de Pinós | 3.684            | 72,42%           |

## Xarxa hidrogràfica
La xarxa hidrogràfica de la Rasa de la Rovira està constituïda per 42 cursos fluvials que sumen una longitud total de 29.649 m.

### Distribució municipal
El conjunt de la xarxa hidrogràfica de la Rasa de la Rovira transcorre pels següents termes municipals: